# Униря (деревня, Алба)
Униря (рум. Unirea) — деревня, расположенная в жудеце Алба в Румынии. Административный центр коммуны Униря.

## География
Деревня расположена 282 км к юго-западу от Бухареста, 40 км к северо-востоку от Алба-Юлии, 44 км к югу от Клуж-Напока.

## Население
По данным переписи населения 2002 года в селе проживали 3913 человек.
Национальный состав деревни:
| Национальность | Кол-во человек | Процент |
| -------------- | -------------- | ------- |
| Румыны         | 2624           | 67,1%   |
| Венгры         | 654            | 16,7%   |
| Цыгане         | 633            | 16,2%   |

Родным языком назвали:
| Язык       | Кол-во человек | Процент |
| ---------- | -------------- | ------- |
| Румынский  | 3070           | 78,5%   |
| Венгерский | 649            | 16,6%   |
| Цыганский  | 193            | 4,9%    |